# Nulllösung
Die Nulllösung ist ein Anfang der 1980er-Jahre im Zusammenhang mit der Debatte um die Nachrüstung entstandener Begriff.
In der international geführten Nachrüstungsdebatte verwendete man den Begriff „Nulllösung“ für den vollständigen Verzicht auf die Aufstellung zusätzlicher, neuer Waffensysteme beiderseits der Grenze des Eisernen Vorhangs.
Am 18. November 1981 unterbreitete US-Präsident Ronald Reagan der Sowjetunion den Vorschlag einer beiderseitigen Nulllösung für landgestützte Mittelstreckenraketen, der den weltweiten Verzicht der USA auf die Stationierung von Pershing-II-Raketen und landgestützten Marschflugkörpern vorsah und im Gegenzug von der Sowjetunion die Verschrottung aller SS-20-Raketen und Außerdienststellung der älteren SS-4- und SS-5-Raketen forderte.
Im INF-Vertrag zwischen den USA und der UdSSR wurden in der sogenannten „doppelten Nulllösung“ die Vernichtung und das Verbot der Wiederherstellung bestimmter Waffensysteme festgelegt.
In Westdeutschland wurde Nulllösung 1981, nach der damals gültigen Rechtschreibung als Nullösung, von der Gesellschaft für deutsche Sprache zum Wort des Jahres ernannt.